# Dévai Hédi
Dévai Hédi névvariáns: Dévay, született Dank Hedvig (Kispest, 1921. október 16. – Budapest, 1979. október 13.) magyar színésznő.

## Életútja
Színésznőként pályája 1943-ban a Szegedi Nemzeti Színházban indult. 1945-től a fővárosi Vígszínházban szerepelt. 1952-ben a Vidám Színpadhoz szerződött és haláláig a társulat egyik népszerű komikája volt. Alakításaival zenés paródiákban, jelenetekben tűnt ki, amelyekben groteszk karaktereket formált meg. Kabaréműsorokban magánszámokat is előadott. Vendégművészként játszott az Állami Déryné Színházban és fellépett az Irodalmi Színpadon is.

## Fontosabb színpadi szerepei
- Bertolt Brecht: Szókratész tüskéje... Xantippé (Irodalmi Színpad)
- Claude Magnier: Oszkár... Charlotte
- Robert Thomas: Nyolc nő... Gaby
- Eugène Labiche – Jan Werich: Helénke boldog... La Goulue
- Marcel Mithois: Férjvadász... Maggy Fouchois
- Heltai Jenő: Úri jog... Adelgunda (Irodalmi Színpad)
- Karinthy Frigyes:	Kolumbuc tojása... Krisztina (Irodalmi Színpad)
- Görgey Gábor – Gádor Béla: Részeg éjszaka... Lujza (Irodalmi Színpad)
- Gádor Béla: Álomlovag... Újságírónő
- Kállai István: Titkárnők lázadása... Sári
- Méhes György: Mi, férfiak... Anna (Állami Déryné Színház)
- Rejtő Jenő – Kellér Dezső – G. Dénes György: Aki mer az nyer... Iphigénia
- Róna Tibor: Kicsi vagy kocsi? ... szereplő
- Urbán Ernő: A nagy baklövés... Lady Dorothy, élveteg angol hölgy
- Tabi László: Fel a kezekkel... Miss Esther
- Baróti Géza – Garai Tamás: Jaj a mama... Belluska
- Szinetár György: Susumus... Flóra
- Szinetár György: Fogad 3-tól 5-ig... Medárdné
- Bencsik Imre – Fényes Szabolcs – Romhányi József: Egy fiúnak négy mamája... Szedlacsekné

A Vidám Színpadon az alábbi kabarékműsorokban szerepelt:
- 120 éven aluliaknak
- A helyzet a következő
- Bohózat-album
- Budapest 11 óra
- Egyebek és emberek
- Ez is csak nálunk lehet
- Ez van!
- Ez van nyáron
- Él még a kabaré?!
- És mi ebből a tanulság?
- Észnél legyünk!
- Fiatalok és öregek
- Idefigyeljetek, emberek!
- Klasszikus magyar kabaré
- Kiskapu
- Lehet valamivel kevesebb?
- Lehetünk őszinték?
- Made in Hungary
- Már egyszer tetszett
- Mi a panasza?
- Mindent egy helyen
- Nehéz a választás
- Nem félünk a tv-től
- Nem politizálunk!
- Nemcsak űr ügy
- Nyomjuk a 'sóder'-t?!
- Osztályonfelüli kabaré
- Pest az Pest
- Pestről jelentik
- Színe-java
- Vidám kínpad
- Vigyázat, utánozzák!

## Filmszerepei
- Robog az úthenger Balatoni betyárok című rész (1976)
- Madárkák (1971)
- Fedezzük fel Pestet! (1962)
- Csudapest (TV-film, 1962)
- Játék a szerelemmel (1959)
- Felfelé a lejtőn (1959)